# Fermentões
Fermentões es una freguesia portuguesa del concelho de Guimarães, con 3,84 km² de superficie y 4.137 habitantes (2001). Su densidad de población es de 1 077,3 hab/km².